# Florianópolis
Florianópolis város délkelet-Brazíliában, Santa Catarina állam fővárosa és 2. legnagyobb városa (Joinville után). Lakossága közel 470 ezer fő volt 2015-ben, de az agglomerációé meghaladja az 1 millió főt.
A város jelentős része a Santa Catarina-szigeten (Ilha de Santa Catarina) fekszik, az idegenforgalmi nevezetességek is itt találhatók. A szárazfölddel az ország egyik leghosszabb hídja, a Hercilio Luz köti össze.
A sziget szépsége, strandjai vonzzák a turistákat.

## Népesség
| Lakosok száma | 342 315 | 396 723 | 421 240 | 477 798 | 508 826 | 516 524 | 537 211 |
|               | 2000    | 2007    | 2010    | 2016    | 2020    | 2021    | 2022    |

## Közlekedés

### Légi
A város repülőtere a Hercílio Luz nemzetközi repülőtér.

## Kerületei
Florianópolis 12 adminisztratív kerületre van felosztva:
| - Barra da Lagoa - Cachoeira do Bom Jesus - Campeche - Canasvieiras - Ingleses do Rio Vermelho - Lagoa da Conceição | - Pântano do Sul - Ratones - Ribeirão da Ilha - Santo Antônio de Lisboa - São João do Rio Vermelho - Centro |

## Fordítás
- Ez a szócikk részben vagy egészben  a   Florianópolis című angol Wikipédia-szócikk fordításán alapul.  Az eredeti cikk szerkesztőit annak laptörténete sorolja fel. Ez a jelzés csupán a megfogalmazás eredetét és a szerzői jogokat jelzi, nem szolgál a cikkben szereplő információk forrásmegjelöléseként.